# Питель, Эдвиж
Эдвиж Питель, иногда Эдвиг Питель (фр. Edwige Pitel, род. 4 июня 1967, Динан) — французская профессиональная велогонщица международного класса. В последнее время выступала за женскую континентальную команду UCI, Cogeas-Mettler-Look. Питель была победительницей чемпионата мира по дуатлону на длинные дистанции в 2000 году и на короткие дистанции в 2003 году.
Кроме того, Питель выиграла несколько титулов французского национального чемпионата, и была главной соперницей Жанни Лонго; принимала участие на Олимпийских играх в групповой и индивидуальной шоссейной гонке.
В 1994 году Питель получила степень доктора философии в Имперском колледже Лондона под руководством Питера Харрисона за диссертацию под названием «Очереди с негативными клиентами».

## Биография

### Юность
Родом из Бретани, Эдвиж Питель жила в Лудеаке до 15 лет. В 1991 году она окончила Высшую национальную школу информатики и прикладной математики в Гренобле, а затем получила степень доктора философии в Англии в 1992 году. С 1995 по 1997 годы она преподавала в учебно-исследовательском отделе по физической и спортивной деятельности Реннского университета (UFRAPS).
Личные рекорды в лёгкой атлетике
| Дистанция | Результат          |
| --------- | ------------------ |
| 1000 м    | 2 мин 50 сек 10 мс |
| 1500 м    | 4 мин 22 сек 51 мс |
| 3000 м    | 9 мин 19 сек 80 мс |
| 5000 м    | 16 мин 15 сек      |

| Дистанция   | Результат         |
| ----------- | ----------------- |
| 10 км       | 33 мин 36 сек     |
| Полумарафон | 1 ч 15 мин 24 сек |

### Спортивная карьера

#### Начало занятий легкой атлетикой
Эдвиж Питель начала свою спортивную карьеру в лёгкой атлетике. Летом она тренировалась на беговой дорожке или на шоссе, а зимой занималась бегом по пересечённой местности. Она дважды выигрывала чемпионат Франции в беге на 1500 метров в 1984 и 1986 годах. Еще учась в университете, она заняла второе место на чемпионате мира по легкоатлетическому кроссу среди студентов в 1994 году.
Как член команды ES Viry Nord-Sud Essonne, она стала чемпионкой Европы по кроссу в 1996 году. В том же году она стала чемпионкой Франции в беге на 3000 метров в помещении.

#### Мировое признание в дуатлоне
С 1998 года Эдвиж Питель заменила летнюю лёгкую атлетику дуатлоном, а зимой продолжала заниматься легкоатлетическим кроссом. Она открыла для себя дуатлон после встречи с Жераром Онноратом, тренером национальной сборной, который побудил её вступить в клуб Сена-и-Марне в Гре-сюр-Луэн, для возможности участия в соревнованиях. Питель до этого никогда не занималась велоспортом, кроме как в качестве хобби в молодости.
Её дебют в этой дисциплине был неожиданным: в одной из своих первых гонок она завоевала серебро на чемпионате мира по дуатлону 1998 года.
В 2000 году она стала чемпионкой мира по дуатлону на длинные дистанции.
2003 год стал годом достижений: выиграв все семь гонок, в которых она участвовала, она завоевала национальный, а затем и европейский титул в дуатлоне на короткой дистанции (10 км бег, 40 км велосипед и снова 5 км бег). Успех завершился завоеванием титула чемпионки мира, когда Питель опередила двух итальянок, выступавших перед родной публикой, более чем на минуту, с результатом 2 ч 6 мин 42 сек.

#### Специализация в велоспорте

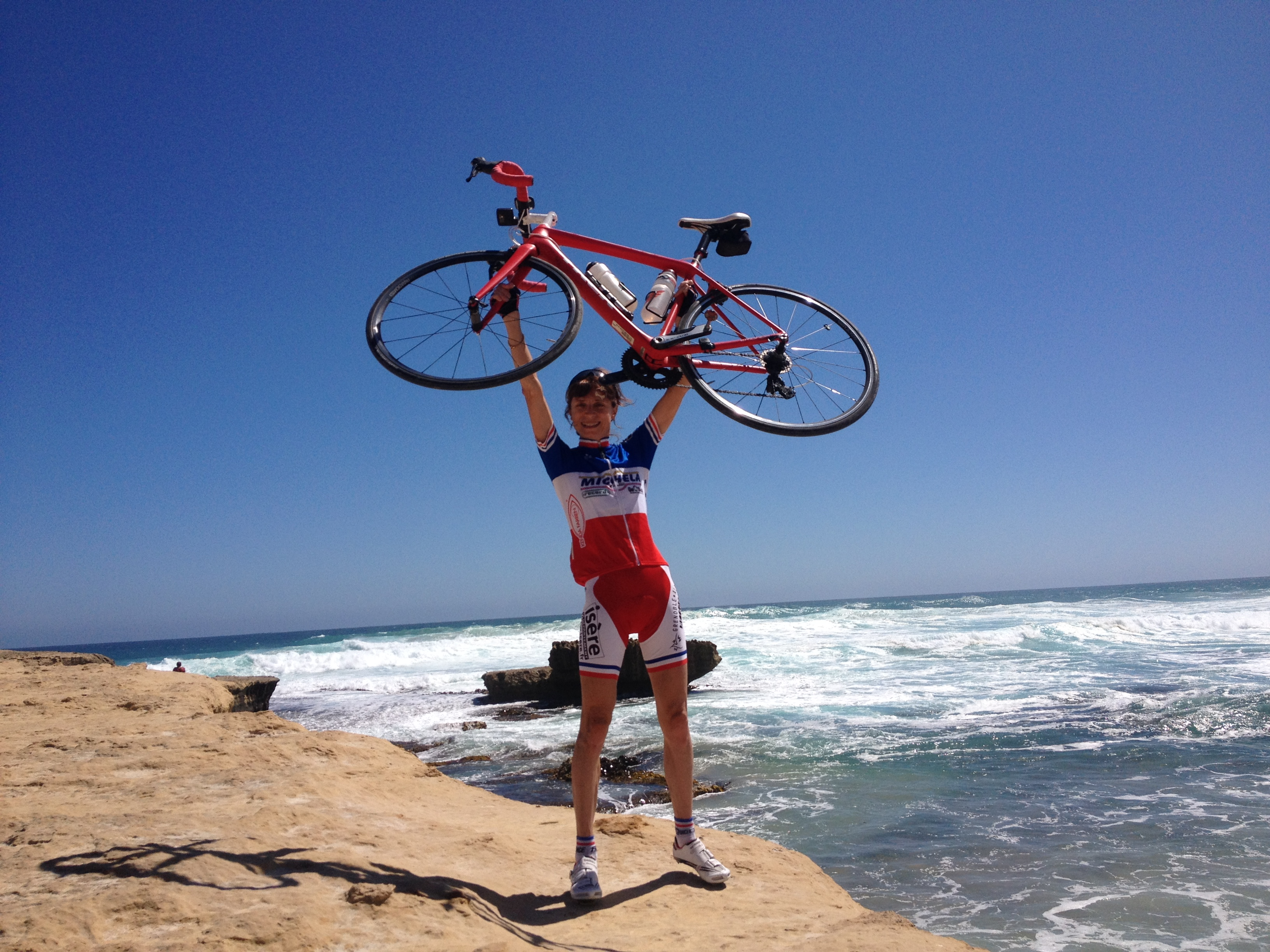
Эдвиж Питель

После одиннадцатого места на чемпионате мира 2003 года в Гамильтоне, отстав на тридцать секунд от Жанни Лонго (занявшей 6-е место), Эдвиж Питель решила с начала 2004 года полностью посвятить себя велоспорту, учитывая свои выступления в этой дисциплине и надеясь принять участие в Олимпийских играх в Афинах, что было невозможно в дуатлоне и что потребовало бы дополнительной работы в плавании, если бы она выбрала триатлон. В том же году, в возрасте 37 лет, она выиграла свой первый чемпионат Франции в индивидуальной гонке, опередив Жанни Лонго на 47 секунд. Заняв шестое место в групповой гонке, она квалифицировалась для участия в обоих видах соревнований на Олимпийских играх в Афинах.
В 2008 году Эдвиж Питель участвовала в чемпионате Франции по трековому велоспорту в скрэтче. В финале она доминировала над Сэнди Клер, преодолев 7500 метров за 10 мин 17 сек 109 мс.
В конце 2011 года она перенесла две операции на подвздошной артерии (в рамках лечения эндофиброза) и в течение многих месяцев не принимала участия в гонках. Едва оправившись, она смогла занять третье место в чемпионате Франции в индивидуальной гонке. Хотя она не отобралась на Олимпийские игры в Лондоне, тем не менее, она была отобрана на Чемпионат мира. После десятого и двенадцатого мест в 2003 и 2005 годах она стремилась попасть в десятку лучших.
В 2015 и 2016 годах выиграла этап Тура в Мондовело.
В 2016 году во второй раз стала чемпионкой Франции в групповой гонке который проходил в Везуле, оторвавшись от пелотона за один круг до финиша и обогнав соперника на последнем подъёме. Однако это не позволило ей пройти отбор на Олимпийские игры в Рио, что стало её «самой большой травмой как спортсмена».

### Личная жизнь
Эдвиж Питель считает, что «в женском велоспорте нет денег». Увлечённая спортом, она будет продолжать заниматься им и после завершения карьеры на высоком уровне. Ещё до завершения спортивной карьеры она говорила, что не желает работать в Французской федерации велоспорта. Эдвиж Питель работает компьютерным инженером в городском совете Гренобля.

## Достижения

### Шоссейный велоспорт

#### По годам
2001
Хроно Наций
2003
Тур Бретани
2-я на Чемпионат Франции — индивидуальная гонка
2004
 Чемпион Франции — индивидуальная гонка
Хроно Наций
2-я на Гран-при Наций
2005
 Чемпион Франции — индивидуальная гонка
Гран-при Ле Форж ен Бретань
Национальная женская трасса Сент-Аманд-Монрон
3-й этап Гранд Букль феминин
Тур Лимузена
Генеральная классификация
Этап 3b
Хроно Наций
2-я на Трофи д’Ор
2006
2-я на Чемпионат Франции — индивидуальная гонка
5-я на Туре Фландрии
2007
 Чемпион Франции — групповая гонка
2-я на Трофе де гримпёр
2-я на Классика Вьенна Пуату — Шарант
2-я на Гран-при Эна
3-я на Женский Тур — Красна-Липа
3-я на Чемпионат Франции — индивидуальная гонка
3-я на Гран-при Санта-Аны
2008
Тур Приморской Шаранты
2-я на Туре Лимузена
3-я на Рут де Франс феминин
3-я на Трофи д’Ор
2009
Маунт-Худ Сайклинг Классик
2-я на Трофе де гримпёр
2-я на Чемпионат Франции — индивидуальная гонка
2-я на Женский Тур — На приз Чешской Швейцарии
2010
Тур Лимузена
3-я в генеральной классификации
2-й этап (ITT)
2-я на Чемпионат Франции — индивидуальная гонка
3-я на Хроно Наций
2011
2-я в Кубке Франции
2-я на Приз города Монт-Пюжоль
3-я на Гран-при Шамбери
2012
Мемориал Давиде Фарделли
3-я на Чемпионат Франции — групповая гонка
3-я на Хроно Наций
6-я на Рут де Франс феминин
2013
3-я на Туре Лимузена
5-я на Хроно Наций
2014
2-я на Джиро дель Эмилия
3-я на Тура Ардеш
4-я на Хроно Наций
2015
Тур де Сентонж
L'Étape du Tour
Рейтинг женской элиты FFC
2-я на Трофи д’Ор
2-я на Женском гран-при Гиппинген
2016
 Чемпион Франции — групповая гонка
Тура Ардеш
3-я в генеральной классификации
4-й этап (ITT)
L'Étape du Tour
2-я на Чемпионат Франции — индивидуальная гонка
3-я на Тура Ардеш
10-я на Чемпионате Европы — индивидуальная гонка
2017
L'Étape du Tour
2-я на Классика Пиреней
2018
L'Étape du Tour
3-я на Редлендс Классик
2019
L'Étape du Tour

#### Рейтинги
| Год                 | 2009 | 2010 | 2011  | 2012 | 2013 | 2014 | 2015 | 2016 | 2017  | 2018  | 2019  |
| ------------------- | ---- | ---- | ----- | ---- | ---- | ---- | ---- | ---- | ----- | ----- | ----- |
| Мировой рейтинг UCI | 44-й | 51-й | 288-й | 55-й | 74-й | 77-й | 75-й | 74-й | 193-й | 181-й | 95-й  |
| Мировой тур UCI     |      |      |       |      |      |      |      | -    | -     | 147-й | 129-й |
|                     |      |      |       |      |      |      |      |      |       |       |       |
| Источник: UCI       |      |      |       |      |      |      |      |      |       |       |       |

### Трековый велоспорт
2008
 Чемпионат Франции

### Дуатлон
1998
 Чемпион Франции — короткая дистанция
 Чемпионат мира
1999
 Чемпион Франции — короткая дистанция
Гран-при по дуатлону — индивидуальная классификация
2000
 Чемпион мира — длинная дистанция
 Чемпион Франции — короткая дистанция
2001
 Чемпион Франции — короткая дистанция
2002
 Чемпион Франции — короткая дистанция
 Чемпионат мира — длинная дистанция
 Чемпионат мира по триатлону и дуатлону
Гран-при по дуатлону — индивидуальная классификация
2003
 Чемпион мира
 Чемпион Европы
 Чемпион Франции — короткая дистанция
- Гран-при по дуатлону[фр.] — индивидуальная классификация

2005
 Чемпион Франции — короткая дистанция

### Лёгкая атлетика
1994
 Вице-чемпион мира по кросс-кантри среди студентов
1996
 Чемпион Европы по кроссу в командной гонке
2000
 Чемпионат Франции в полумарафоне
2001
 Чемпион Средиземноморья по кроссу
2002
 Чемпион Прованса по кроссу